# Raphaël Quaranta
Raphaël Quaranta (Ternaaien, 29 december 1957) is een gewezen voetballer en momenteel coach van Club Luik. In 2009 stond hij op de lijst van de PS voor de verkiezingen.

## Speler
In 1978 verhuisde middenvelder Raphaël Quaranta van CS Visé naar Club Luik, waarmee hij zich enkele keren wist te plaatse voor de UEFA Cup - met als hoogtepunt het uitschakelen van SL Benfica. 
In 1989 verhuisde Quaranta naar Antwerp FC, waar hij onder coach Dimitri Davidović een vaste waarde in het elftal. In zijn eerste Europese wedstrijd voor Antwerp, de legendarische match tegen Vitosja Sofia, scoorde Quaranta in de laatste minuut de 4-3. Toen Walter Meeuws in 1991 echter het roer overnam, kwam Quaranta nog amper aan spelen toe. 
In 1992 trok hij naar Standard Luik, waar de ondertussen 35-jarige voetballer onder trainer Arie Haan zijn eerste wedstrijd voor de Rouches tegen Antwerp speelde. Het werd een van de weinige wedstrijden waarin hij mocht meespelen, ook in de (gewonnen) bekerfinale kwam Quaranta niet in actie. Nadien keerde hij nog voor enkele jaren terug naar Club Luik, maar in 1998 beëindigde Quaranta zijn spelerscarrière definitief.

## Trainer
Nog voor zijn laatste seizoen als speler ging Quaranta aan de slag als voetbalcoach: in het seizoen 1994/95 was hij al assistent van Daniël Boccar, trainer van Club Luik, geweest. In 1998 werd hij hoofdcoach van CS Visé en een seizoen later werd hij even trainer van KAS Eupen, maar ook dat duurde niet lang.
In 2000 ruilde hij Visé in voor Sprimont Sport, maar langer dan één seizoen hield Quaranta het ook daar niet vol. Uiteindelijk belandde hij terug bij Club Luik, waarmee hij in 2008 promoveerde naar Tweede Klasse. In 2010 tekende hij een contract voor een jaar bij KSK Tongeren, dat weliswaar in het voorjaar 2011 voor een jaar werd verlengd, maar in oktober 2011 toch werd stopgezet. Daarop trainde hij ook nog even RCS Verviétois, maar ook dat duurde maar een jaartje.
In de zomer van 2016 werd Quaranta trainer van de net opgerichte vrouwenvoetbaltak van Club Luik. In zijn eerste seizoen werd hij meteen kampioen van de provincie Luik en leidde hij Club Luik naar Tweede klasse.

## Palmares

### Als speler
| Nationaal                |    |      |
| Belgisch vice-kampioen   | 1x | 1993 |
| Bekerfinalist van België | 1x | 1987 |
| Ligabeker van België     | 1x | 1986 |

### Als trainer
| Nationaal                              |    |      |
| Kampioen in Derde klasse               | 1x | 2008 |
| Kampioen van de provincie Luik (dames) | 1x | 2017 |